# Lehnice
Lehnice (polsky Legnica, do roku 1946 Lignica, německy Liegnitz) je město v jihozápadním Polsku v Dolnoslezském vojvodství, má postavení samostatného městského okresu a zároveň je sídlem okresu Lehnice. Leží na historickém území Dolního Slezska na řece Kačavě, levém přítoku Odry. V roce 2023 zde žilo přibližně 91 tisíc obyvatel, jedná se o třetí největší město ve vojvodství.
První zmínka o lehnickém hradišti pochází z roku 1149. V polovině 13. století proběhla lokace města podle magdeburského práva. Lehnické knížectví bylo od roku 1329 součástí českých zemí. Po první slezské válce připadlo Prusku a Lehnice se stala sídlem jednoho ze tří vládních obvodů provincie Slezsko. Po druhé světové válce byla přičleněna k Polsku a odsunuté německé obyvatelstvo nahradili polští přesídlenci z tzv. Kresů nebo osadníci z centrálního Polska. Město bylo obsazeno bez boje, ale velká část historického jádra se přesto nezachovala v důsledku vypálení Rudou armádou v květnu 1945 a rozsáhlých demolic v 60. letech 20. století. V poválečné době si Lehnice vysloužila přezdívku Malá Moskva, protože byla sídlem velitelství Severní skupiny sovětských vojsk a některé čtvrti byly vyhrazeny pro rodiny sovětských vojáků a důstojníků.
V jihozápadní části města se rozkládá velký průmyslový areál měďařské společnosti KGHM. Lehnice je spolu s nedalekým Lubinem a Hlohovem centrem Dolnoslezské měďařské pánve (Dolnośląskie Zagłębie Miedziowe).

## Historie

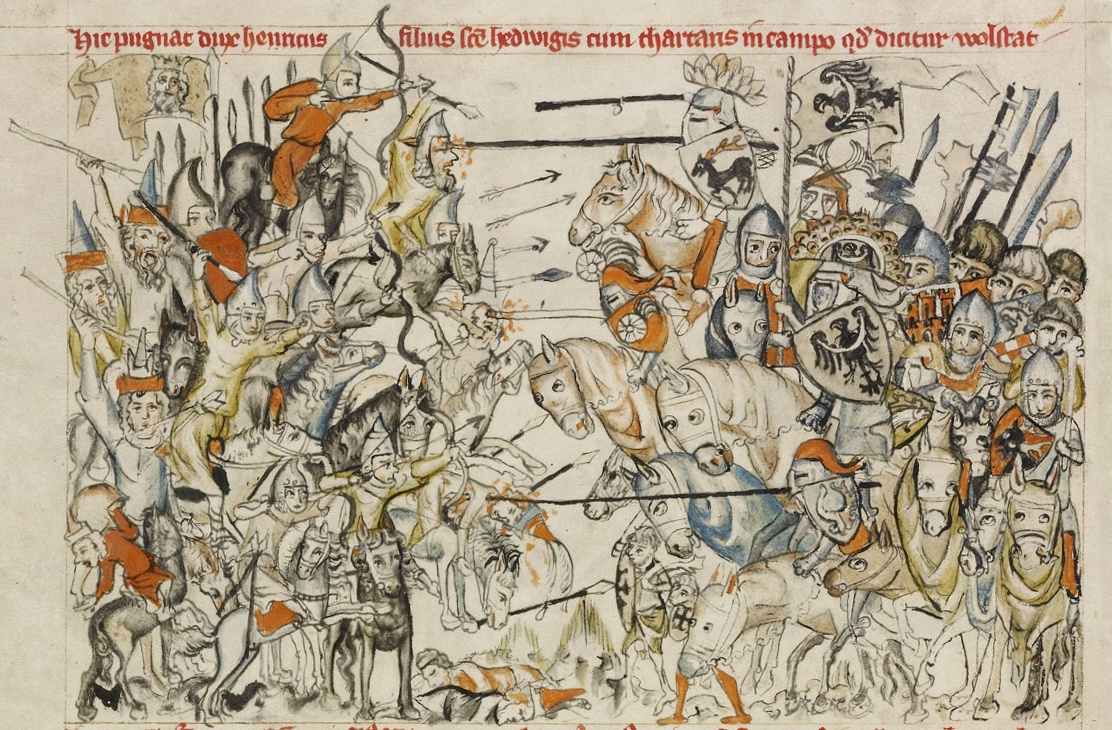
Bitva u Lehnice: ilustrace manuskriptu Legenda o svaté Hedvice z roku 1353

První písemná zmínka o Lehnici (Legnice, iuxta Legnicham) a zdejší kapli svatého Benedikta pochází z roku 1149, objevuje se v listině Boleslava IV. Kadeřavého. Dendrologické průzkumy však naznačují, že lehnické hradiště mohlo existovat již na sklonku 10. století. V minulosti byla Lehnice někdy chybně ztotožňována s Lugidunum, hlavním oppidem Lugiů zmiňovaným ve Ptolemaiově Geografii.
9. dubna 1241 se odehrála bitva u Lehnice mezi slezským, moravským, velkopolským i malopolským rytířstvem a Mongoly zvanými také Tatary (viz mongolský vpád do Evropy), v níž křesťanská vojska utrpěla drtivou porážku. Mezi tisíci padlých byl sám vojevůdce Jindřich II. Pobožný. Mongoly zanechaná spoušť urychlila německou kolonizaci Slezska. V polovině 13. století byla Lehnice opět založena jako město podle magdeburského práva. Dochovaly se tři listiny týkající se udělování městských privilegií: z roku 1252, 1264 a 1280. K rozvoji města v pozdním středověku a raném novověku napomáhala výhodná poloha na obchodní stezce Via Regia, kromě toho se v blízkosti města (Złotoryja, Mikołajowice) těžilo zlato.

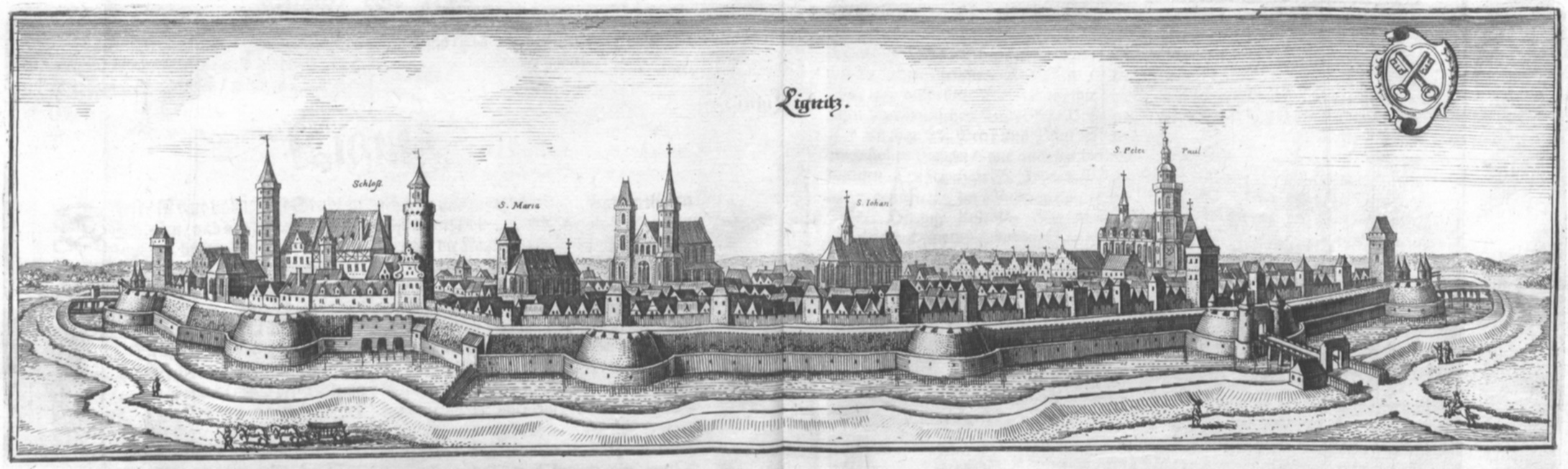
Lehnice v roce 1650

V roce 1248 bylo z Vratislavska vyděleno Lehnické knížectví, které se roku 1329 stalo se lénem českých králů a následně součástí zemí Koruny české. V roce 1419 bylo sloučeno s Břežskem a v roce 1523 s Volovskem. Lehnicko-brežsko-volovské knížectví vyniklo tím, že po třicetileté válce bylo kromě Olešnicka a města Vratislavi jediným územím ve Slezsku, kde byla podle principu cuius regio, eius religio ponechána náboženská svoboda protestantů, a také, že se jednalo o území, jež nejdéle zůstalo v rukou piastovské dynastie. Jejím posledním představitelem byl Jiří Vilém Lehnický. Po jeho smrti v roce 1675 připadlo jako odúmrť pod přímou správu českých králů.
V roce 1708 byla zřízena Rytířská akademie v Lehnici – elitní škola pro šlechtickou mládež jak protestantského, tak katolického vyznání. V původní formě existovala do roku 1811. Poté bylo na ní umožněno studovat i mladíkům nešlechtického původů a vzápětí se stala státním gymnáziem, jež pokračovalo v jejích tradicích až do roku 1945.
Po první slezské válce v roce 1742 došlo k rozdělení Slezska, Lehnicko připadlo Pruskému království a stalo se součástí provincie Slezsko. Vznikl okres Lehnice (Landkreis Liegnitz). Méně známá bitva u Lehnice se odehrála 15. srpna 1760 během sedmileté neboli třeti slezské války a skončila prohrou rakouských vojsk pod velením Ernnsta Gideona von Laudona. Roku 1815 byla provedena reforma pruské státní správy, v rámci které došlo ke zřízení vládního obvodu Lehnice (Regierungsbezirk Liegnitz) zahrnujícího celou západní část provincie. Termín Dolní Slezsko (Niederschlesien) byl v 19. století často zužován na tuto oblast, protože území vládního obvodu Vratislav se běžně označovalo jako Střední Slezsko (Mittelschlesien).

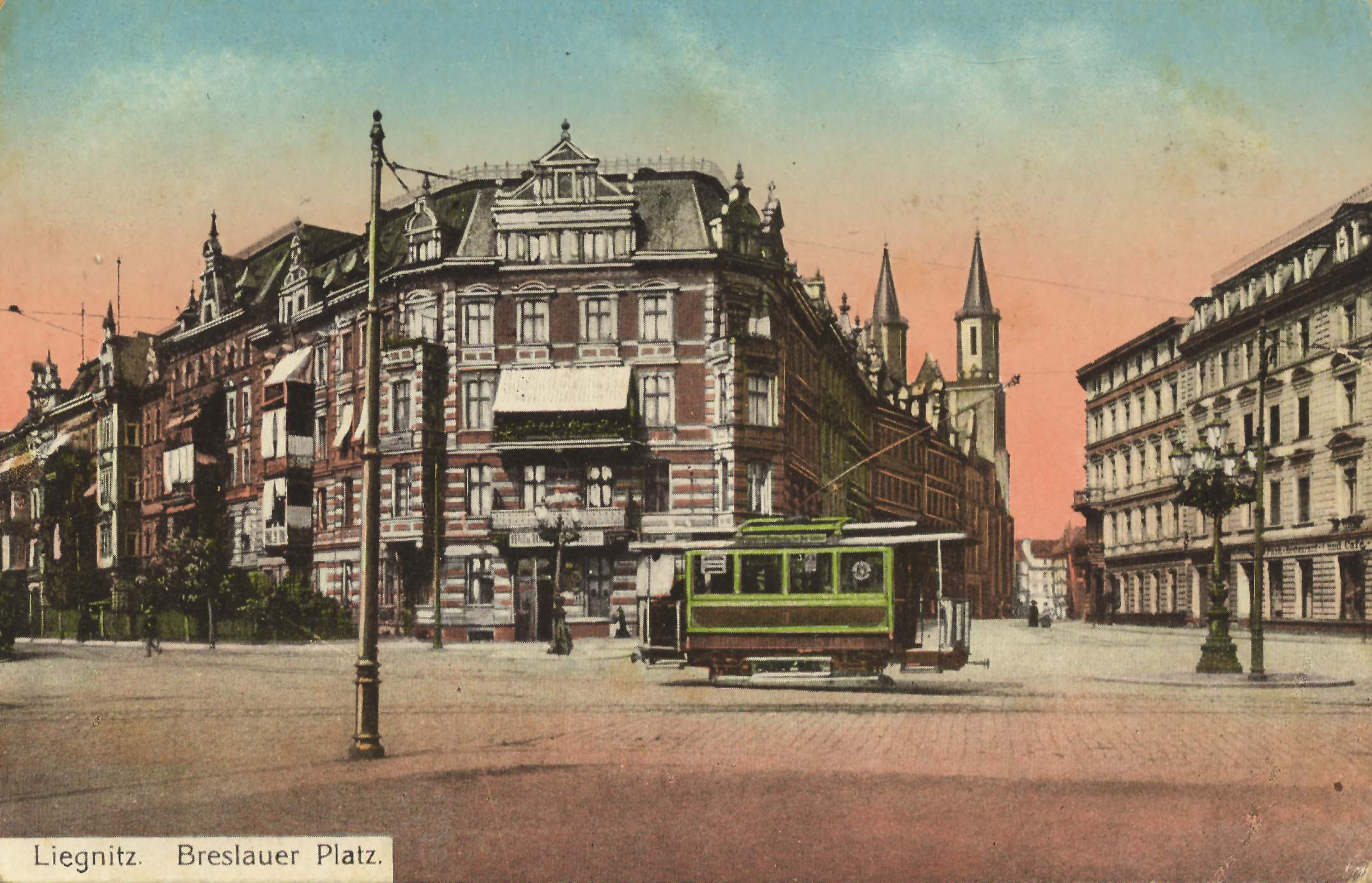
Vratislavské náměstí (Breslauer Platz) na pohlednici z počátku 20. století

V roce 1844 byla zprovozněna železniční trať Lehnice – Vratislav, jednalo se o úsek Dolnoslezsko-markické dráhy, která po dokončení roku 1847 spojila Slezsko s Berlínem. Výstavbou dalších tratí ve směrech Střehom, Hlohov a Złotoryja se Lehnice v druhé polovině 19. století stala významným železničním uzlem. Ve městě se vyvíjel zejména textilní a strojírenský průmysl, existovaly rovněž čtyři továrny na klavíry a pianina. Industriální ráz dostala severní a severozápadní předměstí, zatímco jižně od historického jádra a na východním břehu Kačavy vyrůstaly nové obytné čtvrti. V roce 1874 byla Lehnice vydělena jako samostatný městský okres (Stadkreis Liegnitz). V roce 1898 do ulic vyjely první tramvaje (v provozu do roku 1968). Počet obyvatel stoupl ze 9 592 v roce 1825 (z toho 82,9 % evangelíků, 16 % katolíků a 1,1 % židů) na 54 822 v roce 1900 (z toho 79,9 % evangelíků, 17,6 % katolíků a 1,6 % židů). Do roku 1939 se počet obyvatel zvýšil na 78 456.

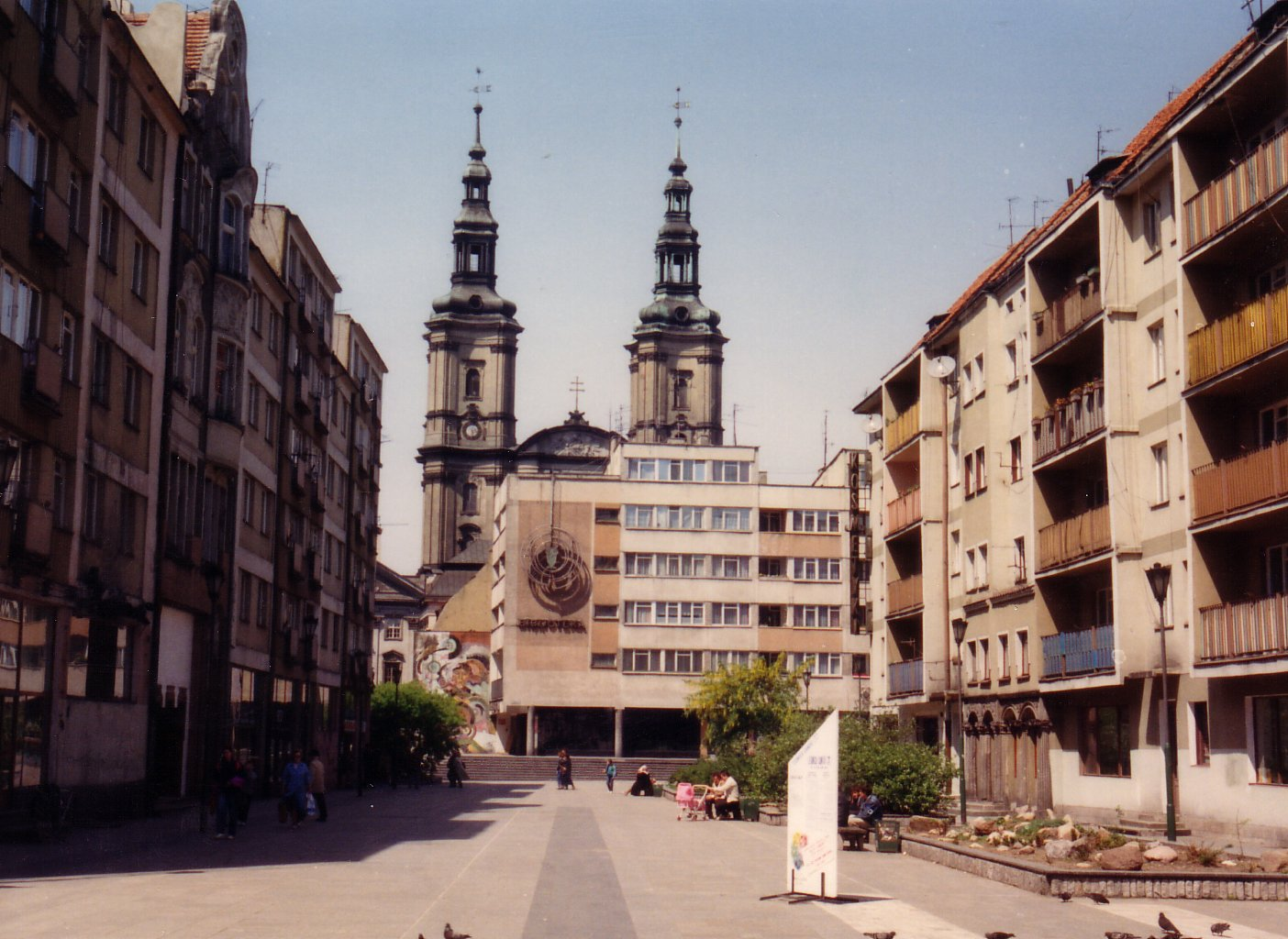
Hlavní náměstí (Rynek) po přestavbě v 60. letech

Leteckým útokům a ničivým bojům na sklonku druhé světové války se Lehnice vyhnula. Stala se však obětí plundrování a záměrně devastace po obsazení Rudou armádou 11. února 1945, zejména pak na začátku května, kdy sovětští vojáci oslavující kapitulaci nacistického Německa založili v historickém centru celou sérii požárů označovaných jako „ohně vítězství“. Magistrátní komise v roce 1947 vyhodnotila 2,8 % budov jako úplně zničené a 20,2 % jako vážně poškozené. Nicméně stěžejní vliv na současnou podobu Starého Města s převahou panelákové zástavby měla ani ne tak devastace v prvních poválečných měsících, jako velká „modernizace” zahájená v roce 1962. Během 60. a 70. let 20. století bylo zbouráno několik set historických budov v centru nehledě na jejich technický stav.
Na základě jaltských ujednání a Postupimské dohody byla Lehnice v roce 1945 připojena k Polsku. Původní německé obyvatelstvo bylo z velké části odsunuto a nahrazeno polskými přesídlenci z východních území postoupených Sovětskému svazu, repatrianty a osadníky z centrálního Polska. Zůstavší německá menšina, docela aktivní v prvních poválečných letech, prakticky zanikla v důsledku emigrace a asimilace v 50. a 60. letech.

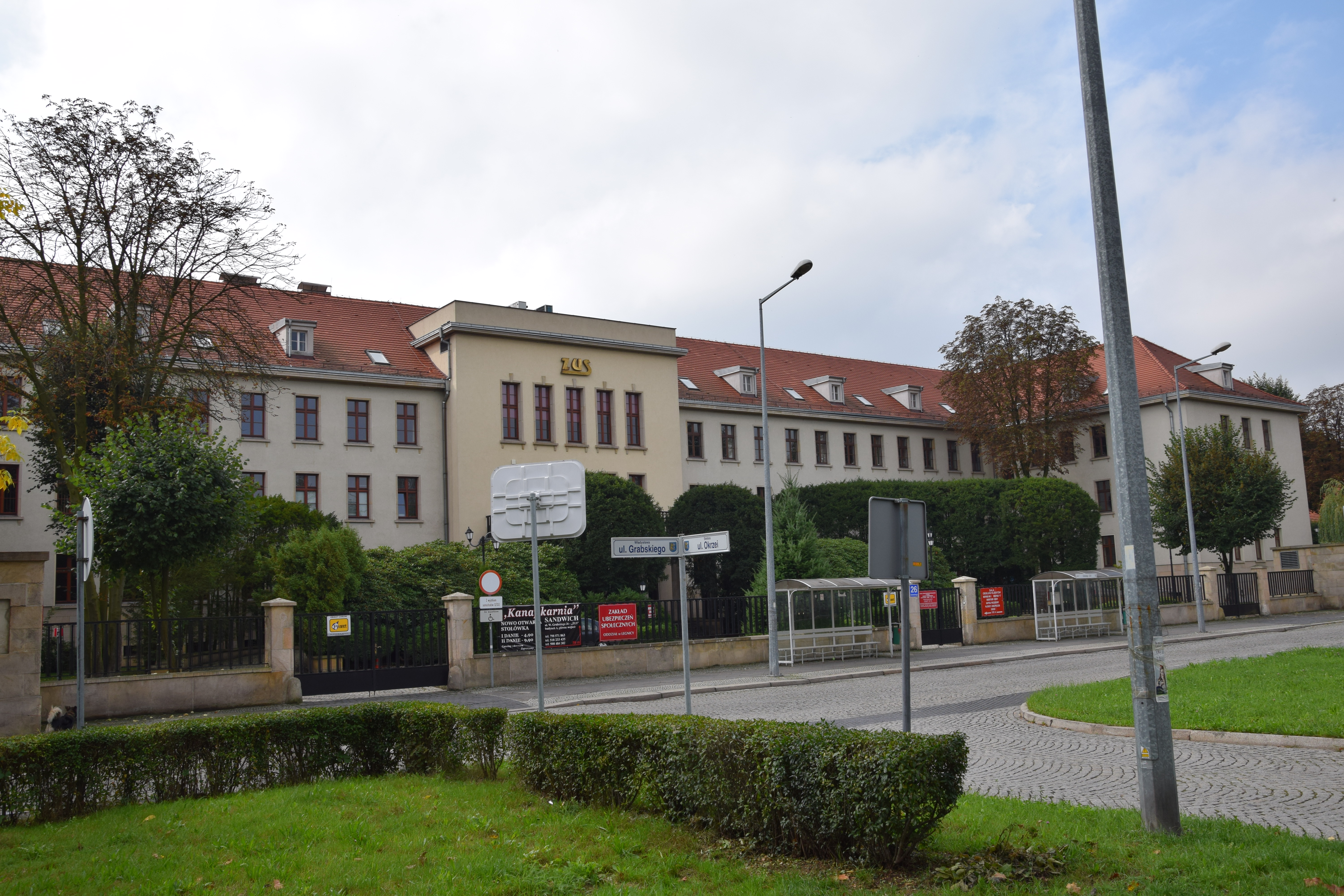
Bývalé sídlo velitelství Severní skupiny vojsk Sovětské armády

V červenci 1945 bylo rozhodnuto o umístění do Lehnice velitelství Severní skupiny vojsk, tj. uskupení Sovětské armády udržujícího kontrolu nad Polskem. Polští osídlenci, stejně jako všechny úřady, byli náhle vykázáni do pravobřežní části města, neboť centrum na levém břehu Kačavy mělo sloužit výhradně sovětské vojenské správě. Sice po několika týdnech došlo k podstatnému zmírnění těchto opatření, ale i tak po celou dobu přítomnosti armády v Lehnici, tedy až do roku 1993, existovaly oblasti vyhrazené pro sovětské vojáky i důstojníky a jejich rodiny, zcela nedostupné pro běžné obyvatelstvo. Nejznámější z nich byl Kwadrat (Čtverec) – zdí oddělená vilová čtvrť o rozloze 39 ha na jihu města. Poválečná Lehnice, poznamenaná svérázným soužitím polských a sovětských občanů, si vysloužila přezdívku Malá Moskva.
V letech 1950–1952 byla na jihozápadním okraji města vybudována a uvedená do provozu slévárna mědi Huta Miedzi Legnica (původně Metalurgické závody V. I. Lenina), nyní provozovaná společností KGHM. Lehnice se stala vedle Hlohova a Lubinu jedním z center tzv. Dolnoslezské měďařské pánve (Dolnośląskie Zagłębie Miedziowe). Počet obyvatel dosáhl předválečného stavu v polovině 70. let a na sklonku 80. let překonal hranici 100 tisíc, pod níž opět klesl v roce 2018. V srpnu 1968 byl ze zdejšího velitelství sovětských vojsk vydán bezprostřední rozkaz k invazi do Československa. Mimo přestavované centrum vznikla velká panelová sídliště na pravém břehu Kačavy: Koperníkovo sídliště (Osiedle Mikołaja Kopernika) a Piekary. V letech 1975–1998 byla Lehnice hlavním městem Lehnického vojvodství. Po jeho zániku se stala součástí Dolnoslezského vojvodství, které navázalo na Vratislavské vojvodství existující v letech 1946–1975.

## Pamětihodnosti

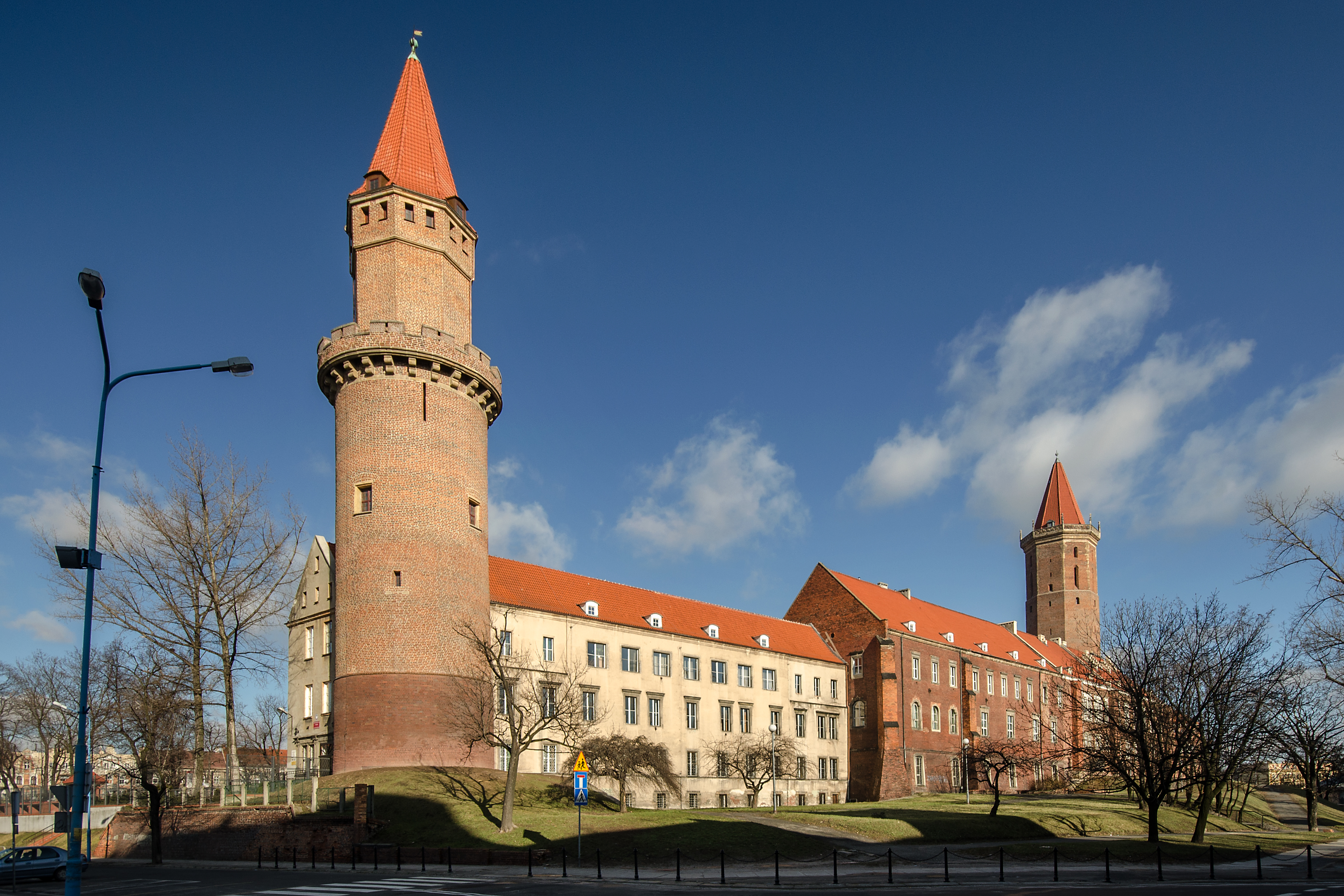
Piastovský hrad

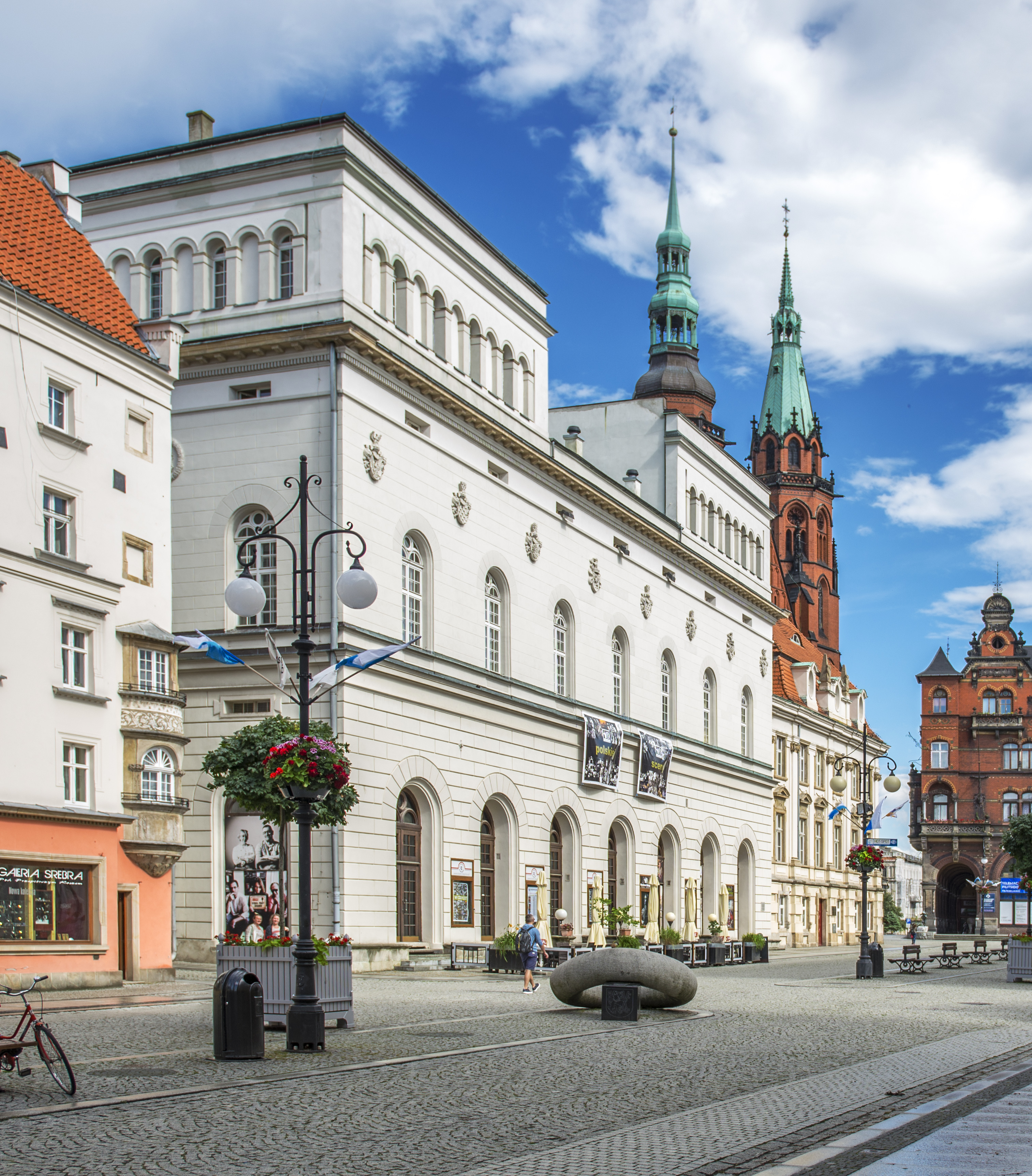
Divadlo Heleny Modrzejevské

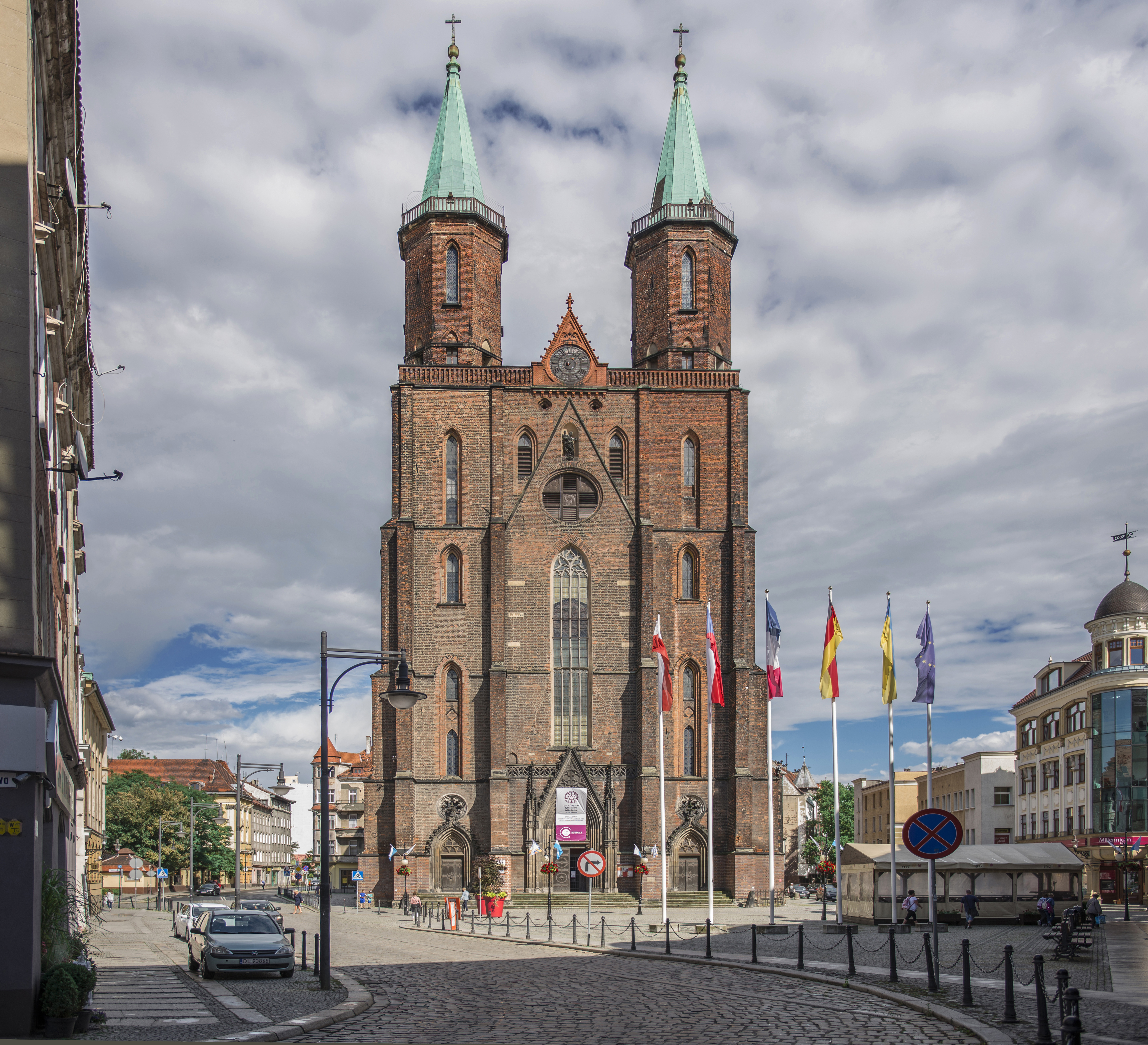
Kostel Panny Marie

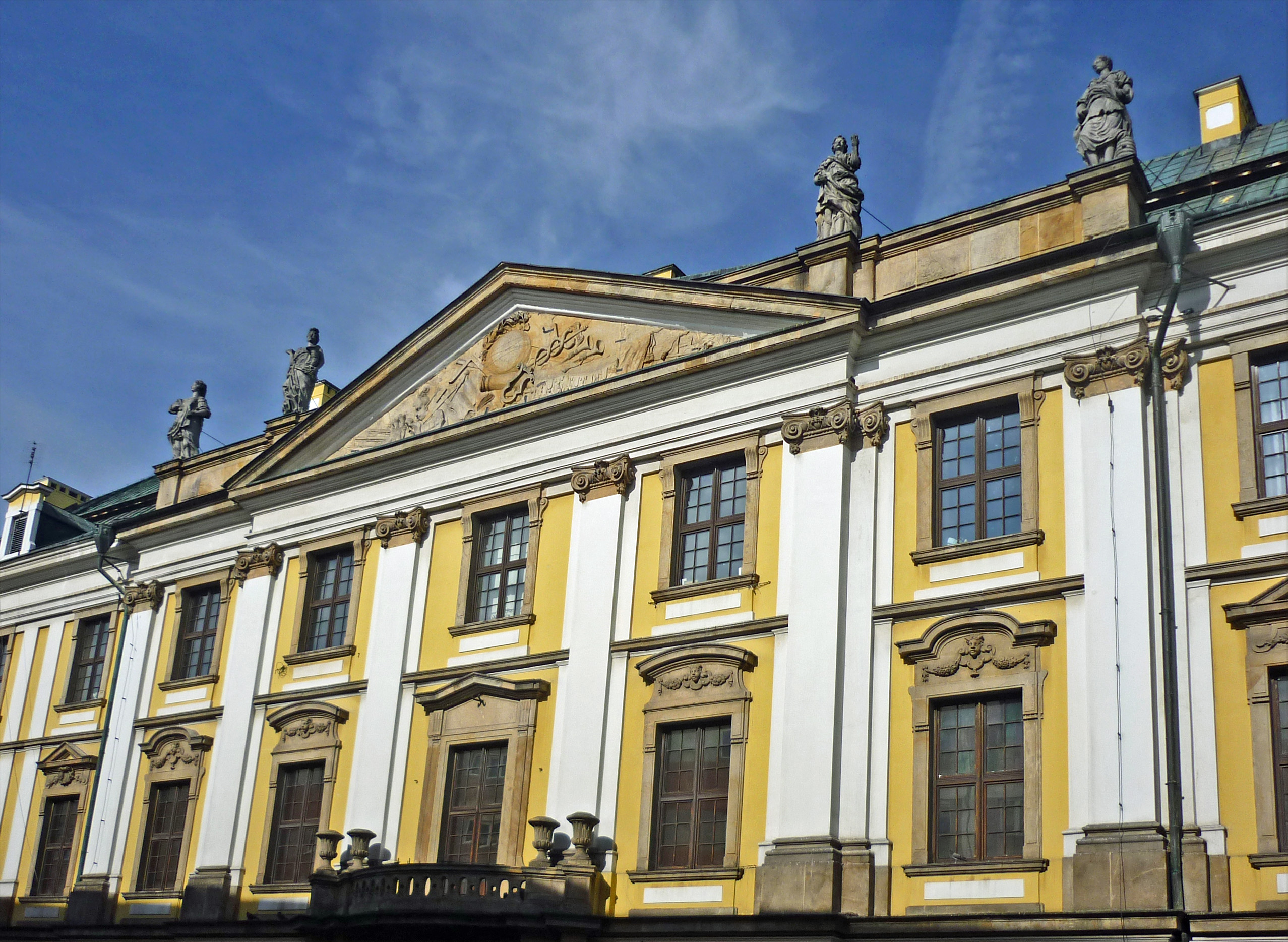
Průčelí Rytířské akademie

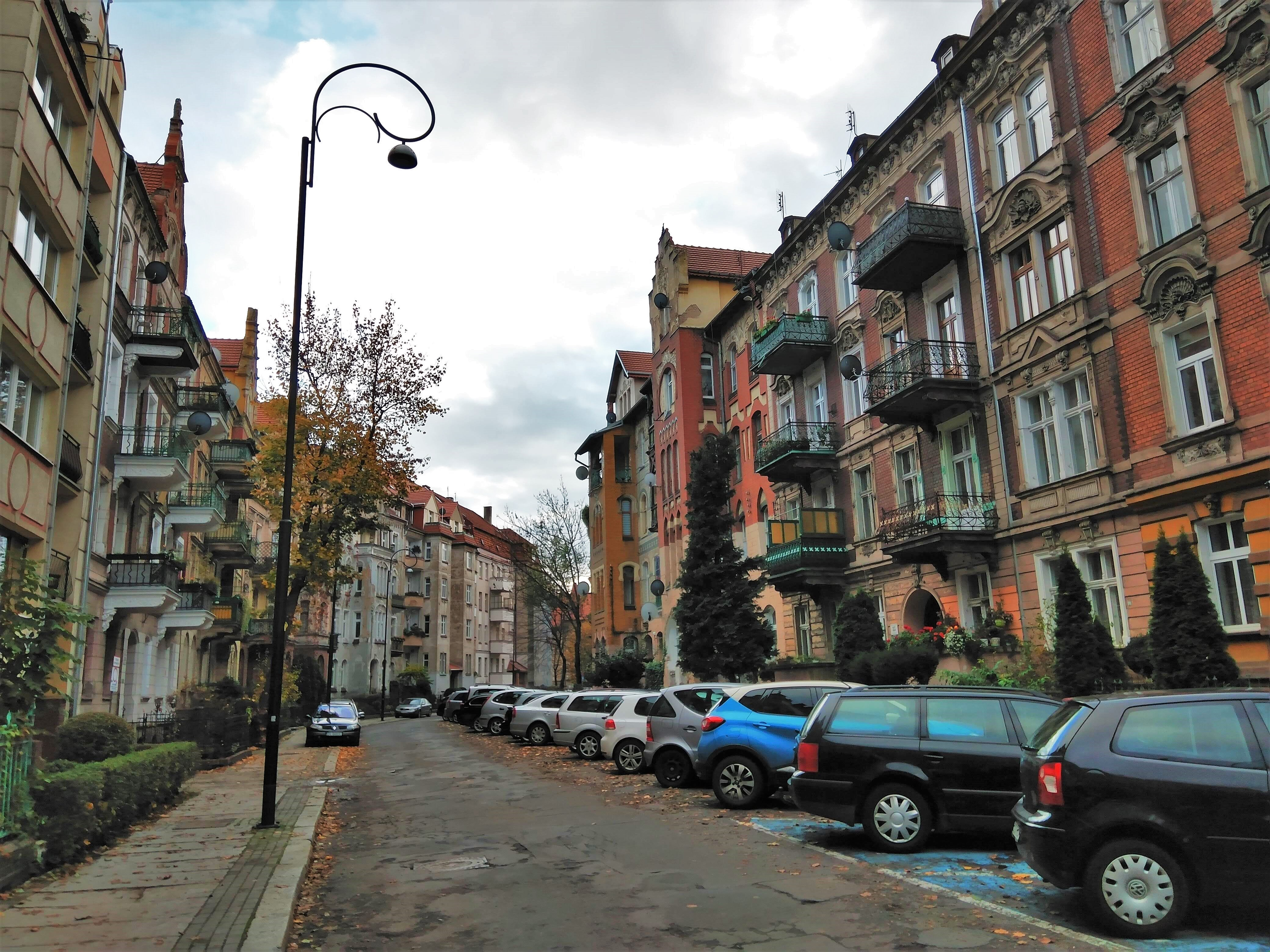
Činžovní domy ve čtvrti Tarninów

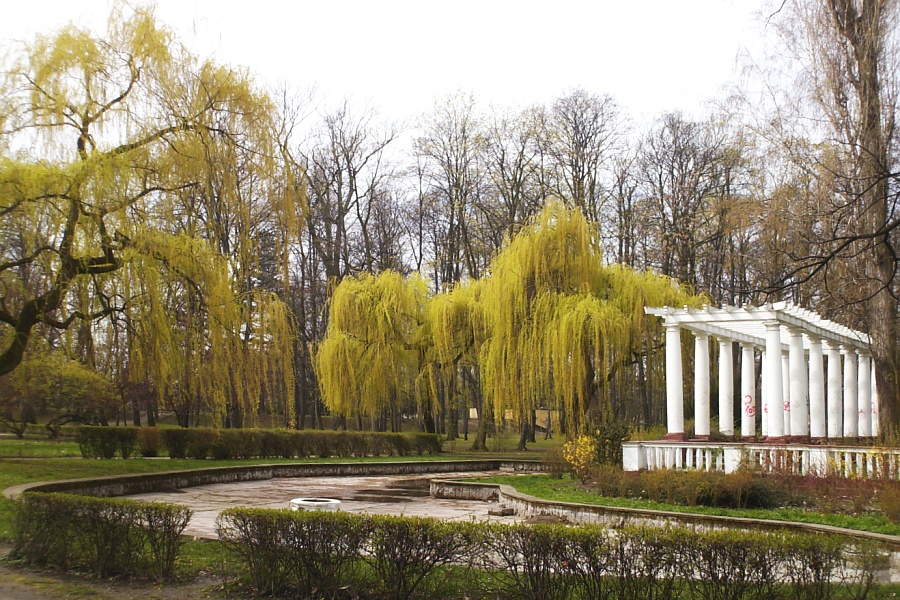
Háj múz ve Městském parku

- Piastovský hrad – postavený na počátku 13. století na podnět Jindřicha Bradatého na místě starého slovanského hradiště, od roku 1248 sídlo lehnických knížat; v průběhu staletí prošel rozsáhlými přestavbami v gotickém, renesančním, barokním a novogotickém duchu; v roce 1945 byl vypálen, obnova proběhla v 60. letech 20. století; nyní je sídlem Dolnoslezského centra celoživotního a jazykového vzdělávání pracovníků (Dolnośląskie Centrum Kształcenia Ustawicznego i Językowego Kadr);[27] dominantním architektonickým prvkem jsou dvě vysoké románsko-gotické věže: severovýchodní věž sv. Petra (zpřístupněná v letním období jako rozhledna, výška je 68 m) a jihozápadní věž svaté Hedviky; pro muzejní účely byly též zpřístupněny relikty hradní kaple svatého Benedikta a Vavřince;[28]
- Rynek – ústřední náměstí v historickém centru; většina měšťanských domů, které jej dříve obklopovaly, byla v 60. letech 20. století zbourána a nahrazena moderní panelákovou zástavbou, přesto se zde dochovalo několik významných památek:
  - Stará radnice – barokní, postavená v letech 1737–1741, prošla jistými přestavbami v roce 1836 a v letech 1926–1928; sídlo magistrátu do roku 1905; v současnosti je integrována s přilehlou budovou divadla, nachází se zde divadelní kanceláře, garderoby, archiv, výtvarná pracovna či klubovna;
  - Divadlo Heleny Modrzejewské, původně Městské divadlo – sídlí v klasicistní budově podle návrhu Carla Ferdinanda Langhanse z roku 1842;[29]
  - Sleďové krámy (Kramy Śledziowe) – soubor osmi trojpodlažních měšťanských domů s podloubím a renesančními či klasicistními atikami přiléhajících k budově Staré radnice a Divadla Modrzejewské; dvě fasády jsou ozdobeny sgrafitem z druhé poloviny 16. století;
  - Dům u křepelčího koše (Dom Pod Przepiórczym Koszem) – pětipodlažní měšťanský dům s dochovanou sgrafitovou dekorací fasády z poloviny 16. století;
- Katedrální náměstí (Plac Katedralny) – plynule navazuje na Rynek jihovýchodním směrem:
  - Katedrála svatých apoštolů Petra a Pavla, též Horní kostel – farní kostel doložený již ve 13. století, od dob reformace do konce druhé světové války evangelický, současnou podobu získal během novogotické přestavby v letech 1892–1894; v roce 1992 byl povýšen na katedrálu, sídelní kostel lehnických biskupů; k nejcennějším prvkům interiéru patří renesanční kazatelna od Caspara Bergera z roku 1588 či soubor pískovcových soch apoštolů z první poloviny 14. století;
  - Nová radnice – sídlo magistrátu, novorenesanční budova z roku 1905;
  - Pasáž Petra a Pavla (Pasaż Piotra i Pawła) – honosný činžovní dům s obchodní pasáží postavený v eklektickém stylu v letech 1884–1886;
- Kostel Panny Marie, též Dolní kostel – nachází na místě nejstaršího farního kostela zmiňovaného již na sklonku 12. století; byl postaven v gotickém stylu v letech 1362–1386, později několikrát rozšiřován a upravován; jedná se o jediný kostel v Lehnici, který nepřetržitě od roku 1522 do současností slouží evangelíkům; každou první a třetí neděli v měsíci se konají bohoslužby i v němčině;
- Scultetův dům – měšťanský dům v ulici Najświętszej Marii Panny 7 se sgrafitovou dekorací z roku 1611; Johannes Scultetus neboli Hans Scholz byl lehnickou osobností humanismu, rektorem školy u kostela svatého Petra a Pavla; dům je nyní sídlem turistického infocentra a je stavebně zakomponován do areálu nákupního centra Galeria Piastów dokončeného v roce 2009;
- Kostel svatého Jana Křtitele – původně jezuitský, postavený v barokním slohu v letech 1714–1729 na místě staršího františkánského chrámu, který sloužil jako pohřebiště lehnických knížat; dochovalo se z něj gotické kněžiště přestavěné po smrti Jiřího Viléma Lehnického (1675) na mauzoleum slezských Piastovců[30]; ke kostelu přiléhá bývalá jezuitská kolej, taktéž barokní stavba dokončená v roce 1706, po druhé světové válce předaná do správy františkánskému řádu;
- Rytířská akademie – barokní budova postavena v letech 1726–1738 jako sídlo střední školy pro šlechtické chlapce založené v roce 1708; v původní formě existovala do roku 1811, poté se stala gymnáziem, jež v jejích tradicích pokračovalo do konce druhé světové války; v letech 1945–1978 byla zabrána Sovětskou armádou, která ji využívala mj. jako sklad potravin a krejčovské dílny, což vedlo k devastaci objektu; rozsáhlá rekonstrukce trvala od roku 1985 do 2016, od jejího ukončení budova slouží jako sídlo Lehnického kulturního centra (Legnickie Centrum Kultury);[31]
- Muzeum mědi (Muzeum Miedzi) – navzdory názvu se jedná o běžné městské muzeum, které hromadí nejen exponáty související s těžbou a zpracováním mědi, ale také dějinami Lehnicka a uměním z různých epoch;[32] hlavním sídlem je barokní palác lubušských opatů z roku 1728 naproti kostelu svatého Jana Křtitela a přilehlé budovy v ulici Świętego Jana; na jižní fasádě jedné z nich se nachází památkově chráněná mozaika Kopernik z roku 1973 (vznikla k 500. narozeninám Mikuláše Koperníka);
- Kościuszkovo gymnázium (I Liceum Ogólnokształcące im. T. Kościuszki) – bývalý benediktinský klášter z roku 1702, přestavěný na školní účely v letech 1880–1886;
- Hlohovská věž a Chojnówská věž – pozůstatky severní a jižní městské brány z období pozdního středověku;
- Tarninów – část města jižně od historického centra s převahou dochovaných v původní podobě, byť mnohdy zanedbaných, eklektických činžovních domů z období Gründerzeit, tj. 1871–1914; evangelický kostel z roku 1833 (rozšířený v roce 1912) v ulici Zofii Kossak slouží od roku 1975 Polské pravoslavné církvi; na náměstí Orląt Lwowskich byl v roce 2001 vztyčen mohutný obelisk na počest 2000 let křesťanství a k 760. výročí bitvy u Lehnice;
  - Kwadrat (doslova Čtverec) – jihozápadní vilová část Tarninówa, která byla v letech 1945–1993 vyhrazena pro sovětské vojáky i důstojníky a jejich rodiny; běžné polské obyvatelstvo nemělo do této čtvrti přístup, na několika místech v ulici Kościuszki, Słowackiego či Żeromskiego se dochovaly pozůstatky betonové zdi oddělující Kwadrat od zbytku města; nynější budova správy sociálního zabezpečení (ZUS) v ulici Grabskiego sloužila v té době jako velitelství Severní skupiny vojsk Sovětské armády – původně se jednalo o Haus der Wehrmacht dokončený v roce 1937;
- Kostel svatého Jacka – nyní katolický, původně evangelický Pamětní kostel císaře Fridricha postavený v novogotickém stylu v roce 1908 na místě kartuziánského kláštera, od něhož odvozuje název pravobřežní část města Kartuzy;
- Městská knihovna – novogotická budova v ulici Piastowska 22 z roku 1894, která byla původně sídlem zednářské lóže;
- Hlavní pošta – honosná novorenesanční budova naproti hradu a Hlohovské věže postavená v letech 1890–1891;
- Městský park – má rozlohu 58 ha, rozprostírá se na levém břehu Kačavy východně od Starého Města a Tarninówa; byl založen v letech 1815–1831 podle návrhu Eduarda Petzolda, který se podílel mj. na úpravách parku Muskau, a v průběhu 19. a 20. století několikrát rozšiřován; hlavní osu parku tvoří čtyřřadá lipová a dubová alej; palmový dům (Palmiarnia) a geometrický Háj múz (Gaj Muz) s historickou pergolou jsou pozůstatkem jinak zaniklé botanické zahrady; v provozu je minizoo; v severní části parku se nachází rybník nazývaný Kozi Staw s restaurací Wenecja (Benátky) a také budova Wyspiańského gymnázia (II Liceum Ogólnokształcące im. Stanisława Wyspiańskiego) z roku 1899; část areálu byla adaptována pro sportovní účely, nachází se zde mj. stadion fotbalového klubu Miedź Legnica; severním směrem navazuje na Městský park torzo staroměstského sadového okruhu s platanovou alejí podél ulice Parkowa;

## Doprava

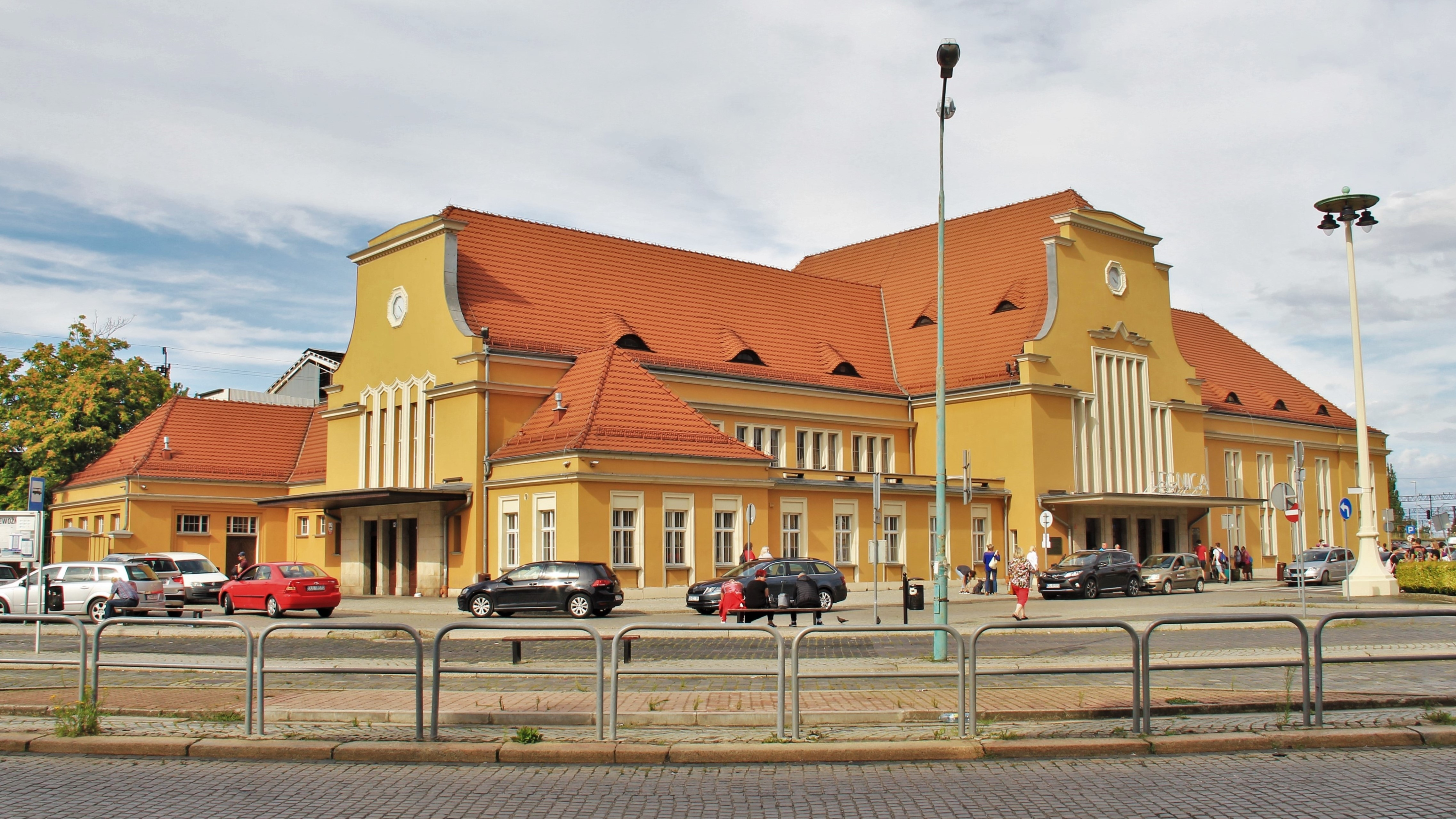
Hlavní nádraží

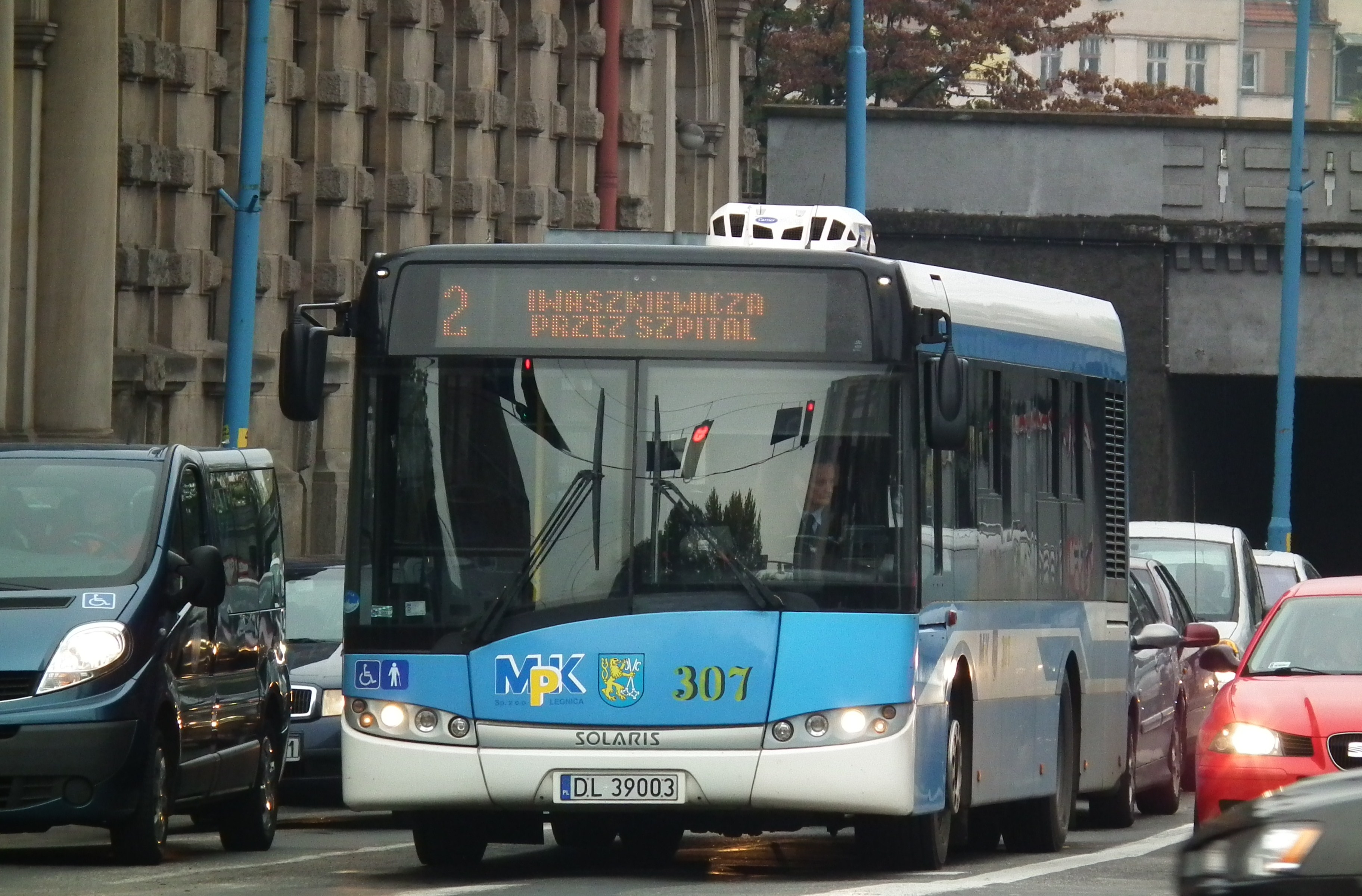
Autobus MPK Legnica

Lehnice leží na železniční magistrále Vratislav – Berlín / Drážďany, historické Dolnoslezsko-markické dráze, která je nyní součástí III. panevropského koridoru. Dále se zde sbíhají tratě ze směru Lubin (součást spojení se Zelenou Horou a Hlohovem), Jaworzyna Śląska a Złotoryja (původně až k české hranici u Nového Města pod Smrkem). Původní trať Lehnice – Stínava – Rawicz je v provozu pouze pro nákladní dopravu na krátkém vnitroměstském úseku k elektrárně Pątnów. Regionální dopravu obsluhuje dopravce Koleje Dolnośląskie (Dolnoslezské dráhy), dálkovou PKP Intercity. Přímé vlaky spojují Lehnici mj. s Berlínem, Vratislaví, Krakovem a Štětínem (stav 2021). Hlavní nádraží Legnica se nachází v blízkosti historického centra, současná výpravní budova a nástupištní hala byly postaveny mezi lety 1922 až 1929. Na trati do Jaworzyny Śląské mezi největšími panelovými sídlišti Kopernika a Piekary se nachází zastávka Legnica Piekary.
Lehnice je napojena na dálnici A4, která vede od německé k ukrajinské hranici přes celé jižní Polsko, a rychlostní silnici S3, jež po dokončení spojí pobřeží Baltského moře s českou hranicí u Královce. Dále vede městem národní silnice (droga krajowa) č. 94 neboli „stará cesta“ z Vratislavi do Zhořelce. Úsek A4 procházející jižními periferiemi Lehnice je součástí plánované Říšské dálnice č. 9 Vratislav – Berlín a byl dokončen roku 1937. Rychlostní silnice S3 plní úlohu západního obchvatu města.
Městskou autobusovou dopravu provozuje dopravní podnik MPK Legnica na dvaceti linkách včetně dvou nočních a šesti příměstských (stav 2021). V letech 1898–1968 byla v Lehnici provozována tramvajová doprava a v letech 1943–1945 i 1949–1956 trolejbusová doprava. Autobusové stanoviště pro regionální a dálkovou spoje je umístěno u hlavního vlakového nádraží.

## Rodáci
- Kurt Babel (1897–1968) – komunistický politik působící v Československu
- Robert von Benda (1816–1899) – hudební skladatel a nacionálně-liberální politik, příslušník rodiny Benda
- Benjamin Bilse (1816–1902) – dirigent a hudební skladatel
- Georg Rudolf Böhmer (1723–1803) – lékař a botanik
- Heinrich Wilhelm Dove (1803–1879) – fyzik a meteorolog, ředitel Pruského meteorologického ústavu v letech 1849–1879
- Anna Dymna (* 1951) – herečka a sociální aktivistka, zakladatelka nadace pro mentálně postižené dospělé Mimo Wszystko
- Tomasz Kot (* 1977) – herec
- Leopold Kronecker (1823–1891) – matematik, jsou po něm pojmenovány mj. Kroneckerovo delta a Kroneckerův součin matic
- Mariusz Lewandowski (* 1979) – fotbalista, hráč polské reprezentace v letech 2002–2013
- Paul Löbe (1875–1965) – sociálnědemokratický politik, předseda Reichstagu v letech 1920–1924 a 1925–1932
- Tomasz Merta (1965–2010) – historik, novinář a politik strany PiS, zemřel při leteckém neštěstí u Smolensku
- Olena Pidhrušná (* 1987) – biatlonistka, vítězka mj. mistrovství světa 2013 a olympijských her 2014
- Popek, vlastním jménem Paweł Mikołajuw (* 1978) – raper, bojovník MMA a internetová osobnost
- Kaspar Schwenkfeld (1490–1561) – náboženský reformátor, zakladatel schwenkfeldského hnutí, které dosud existuje v Severní Americe pod názvem Schwenkfelder Church; narozený v nedaleké obci Ossig (Osiek), působil na dvoře lehnických knížat v letech 1511–1523
- Karl von Vogelsang (1818–1890) – politik a publicista, propagátor sociálního křesťanství v Rakousko-Uhersku
- Christian Josef Willenberg (1676–1731) – fortifikační inženýr
- Witelo (≈ 1230–1275) – teolog, přírodní filosof a matematik, průkopník optiky, autor díla De Perspectiva (O perspektivě); přesné místo narození není známo, studoval a působil v Lehnici

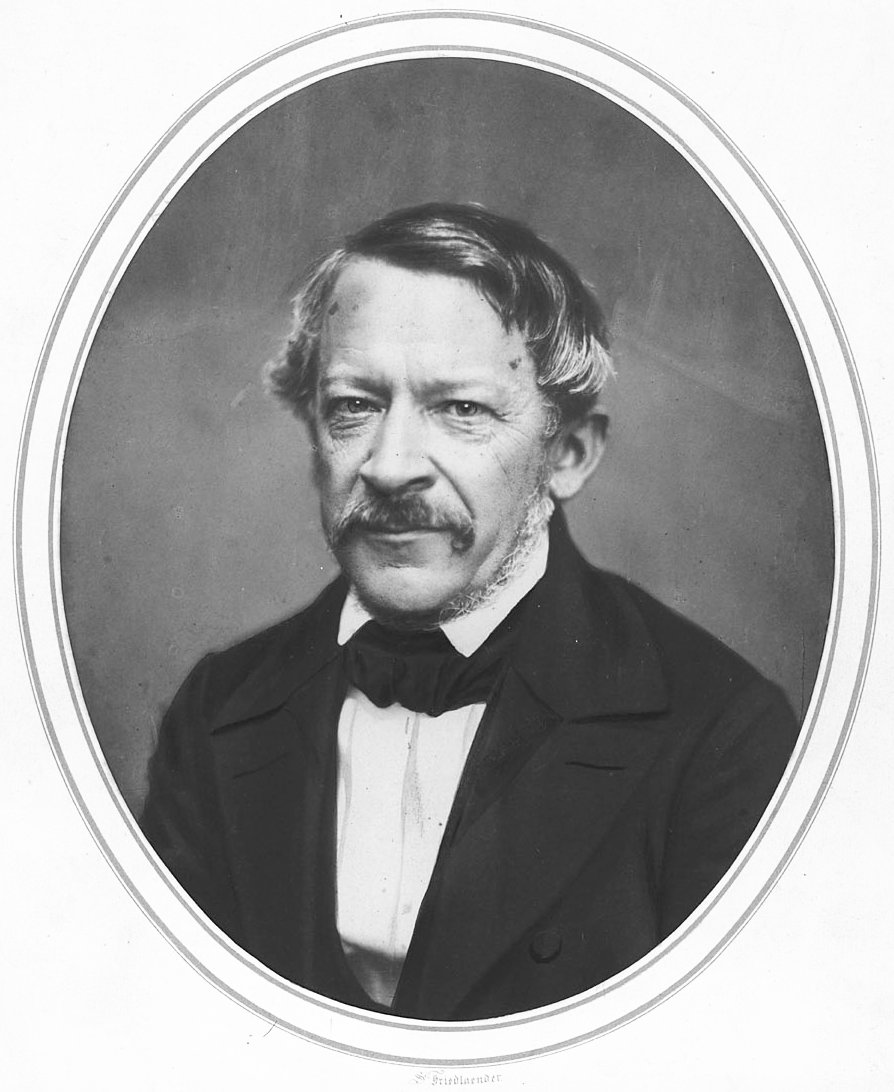
Heinrich Wilhelm Dove
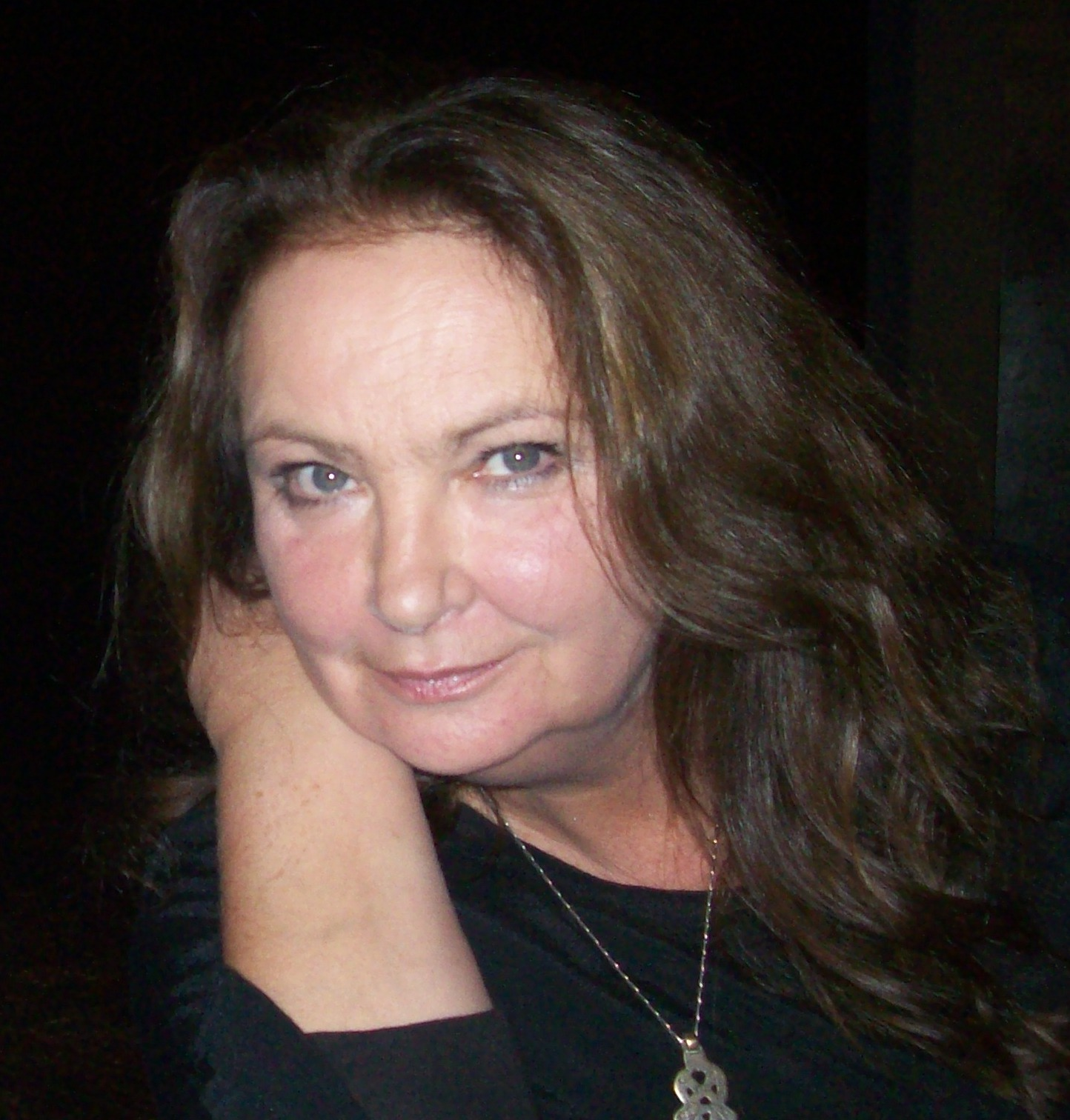
Anna Dymna
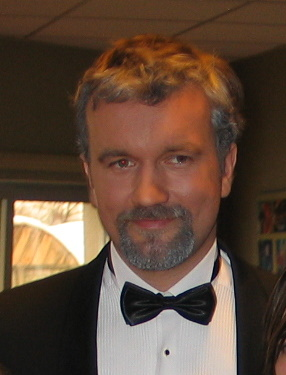
Tomasz Kot
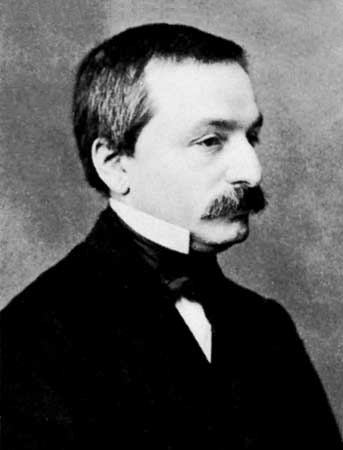
Leopold Kronecker
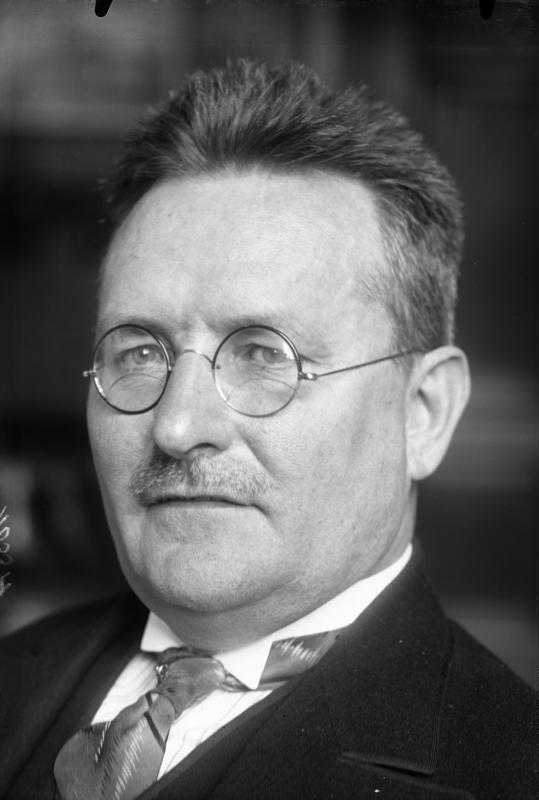
Paul Löbe
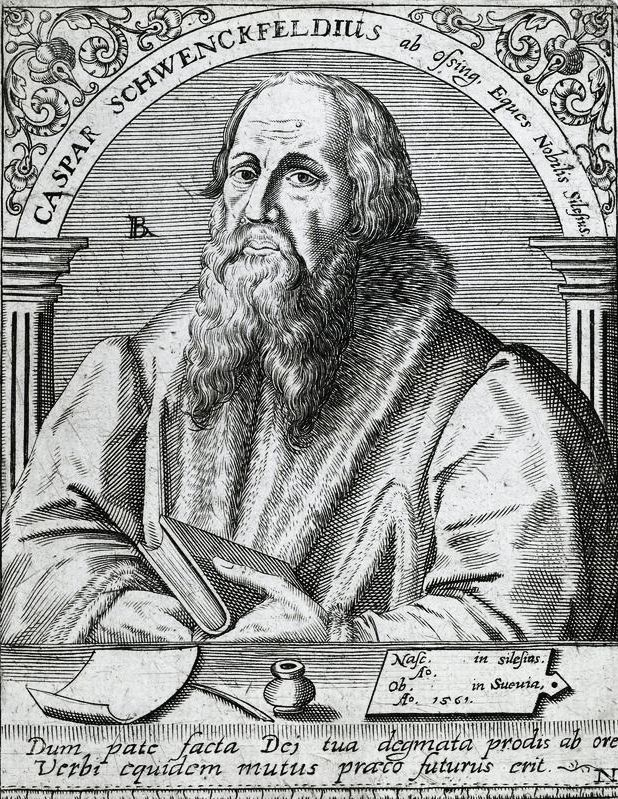
Kaspar Schwenkfeld
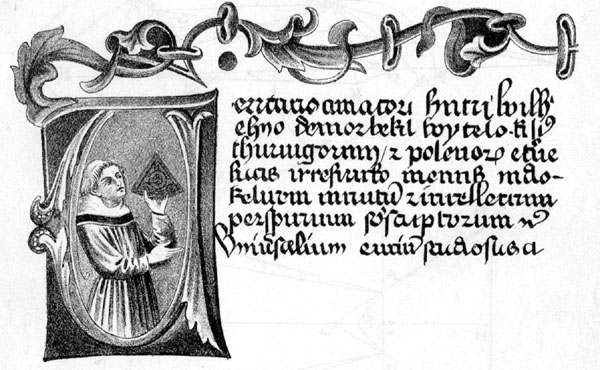
Stránka rukopisu De Perspectiva s podobiznou Witela

## Partnerská města
- Blansko, Jihomoravský kraj, Česko
- Drohobyč, Lvovská oblast, Ukrajina
- Míšeň, Sasko, Německo
- Roanne, departement Loire, Francie
- Wuppertal, Severní Porýní-Vestfálsko, Německo